# Lasioglossum peralpinum
Lasioglossum peralpinum är en biart som först beskrevs av Cockerell 1919.  Lasioglossum peralpinum ingår i släktet smalbin, och familjen vägbin. Inga underarter finns listade i Catalogue of Life.